# Брещене
Брещене, известно още като Орайово, Ясьорен, Исьорен и Яс Йорен дере (на гръцки: Ωραίο, Орео, катаревуса: Ωραίον, Ореон) е село в Западна Тракия, Гърция в дем Мустафчово.

## География
Селото се намира на южните склонове на Родопите. Разположено е на източния склон на висок рид. Отдалечено е на 25 км от град Ксанти и на 12 км от шосето Ксанти - Шахин - Демирджик. Брещене със съставните си махали е най-западното разположено българоезично мюсюлманско село в Ксантийско. На запад от него са разположени някогашните български християнски села Габрово и Кръстополе, с чието население брещенци са в приятелски и дори в далечни роднински отношения. Районът е стръмен и горист. По поречието на реката, протичаща през махала Чай има рибарник и нещо като ресторант, които са местна атракция. Там дори гръцки семейства празнуват сватбени тържества.

## История
Старото име на селището Обряшене, използвано в Габрово, Кръстополе и Брещене е известно благодарение на предание относно разпространението на исляма сред на жителите на селото. 15 семейства от Брещене се преселват при възприемането на исляма от местните и се установяват в село Габрово, сред които Коруеви, Терзиеви и други. В другото християнско село – Кръстополе се заселили Хълчеви, Салханови, Сивкови.
Към 1942 година в селото живеят 1608 души-помаци. Патриарх Кирил посочва, че към 1943 година в селото има 441 домакинства, като допълнително посочва, че в махалите Чай, Ковачевица и Поповица има общо 70 домакинства, в Тиутоку 37, а в Стаматско 41.
Основен поминък на брещенци някога и сега е отглеждането на тютюн сорт Джебел. Днес една част от населението се е изселила в Турция. Много брещенци днес живеят в град Ксанти.

## Личности
Родени в Брещене
- Хасан Ибрахимов (1920 – 2010), баща на американската актриса Рита Уилсън